# Медресе Халифа Худойдод
Медресе Халифа Худойдод (узб. Xalifa Xudoydod madrasasi) — медресе в Бухаре (Узбекистан), воздвигнутое в 1776—1777 годах при узбекском правителе Даниял-бие (1758–1785), согласно преданию, на средства крупного ишана переехавшего из Ургенча в Бухару — Халифа Худойдода. Входит в состав одноимённого архитектурного комплекса, расположенного на одноимённой улице.
Архитектурный памятник входит в «Национальный перечень объектов недвижимости материального культурного наследия Узбекистана».